# Tragulus kanchil
Espèce
Synonymes
- Moschus kanchil Raffles, 1821[1]
- Tragulus javanicus kanchil (Raffles, 1821)[1]

Répartition géographique
Statut de conservation UICN

 LC  : Préoccupation mineure
Tragulus kanchil, communément appelé Petit chevrotain malais, Petit cerf-souris ou Kanchil (localement en malais), est une espèce de mammifères herbivores de la famille des Tragulidae, identifiée en 1821 en Asie du Sud-Est.

## Taxinomie
L'espèce Tragulus kanchil est identifiée en 1821 par le militaire et naturaliste britannique Stamford Raffles. « Kanchil », en malais, en plus de désigner cet animal, signifie « personne intelligente ».
En 2004, l'espèce jusqu'alors associée Tragulus williamsoni (identifiée en 1916 par le zoologiste britannique Cecil Boden Kloss) est reconnue comme espèce à part entière, distincte de Tragulus kanchil, sur la base de ses dimensions nettement supérieures le rapprochant plus de Tragulus napu,.

## Répartition et habitat
L'espèce vit dans les forêts tropicales humides et les mangroves du Sud-Est asiatique : elle est présente en Indonésie (à Sumatra, Bornéo, et dans les petites îles de l'archipel), en Malaisie (continentale et insulaire), Singapour, dans le Sud de la Birmanie, du Viêt Nam, du Laos et du Cambodge ainsi que dans le Sud de la Chine (au Yunnan).

## Liste des sous-espèces
Les sous-espèce sont :
- sous-espèce Tragulus kanchil abruptus Chasen, 1935
- sous-espèce Tragulus kanchil affinis Gray, 1861
- sous-espèce Tragulus kanchil anambensis Chasen & Kloss, 1928
- sous-espèce Tragulus kanchil angustiae Kloss, 1918
- sous-espèce Tragulus kanchil brevipes Miller, 1903
- sous-espèce Tragulus kanchil carimatae Miller, 1906
- sous-espèce Tragulus kanchil everetti Bonhote, 1903
- sous-espèce Tragulus kanchil fulvicollis Lyon, 1908
- sous-espèce Tragulus kanchil fulviventer (Gray, 1836)
- sous-espèce Tragulus kanchil hosei Bonhote, 1903
- sous-espèce Tragulus kanchil insularis Chasen, 1940
- sous-espèce Tragulus kanchil kanchil (Raffles, 1821)
- sous-espèce Tragulus kanchil klossi Chasen, 1935
- sous-espèce Tragulus kanchil lampensis Miller, 1903
- sous-espèce Tragulus kanchil lancavensis Miller, 1903
- sous-espèce Tragulus kanchil longipes Lyon, 1908
- sous-espèce Tragulus kanchil luteicollis Lyon, 1906
- sous-espèce Tragulus kanchil masae Lyon, 1916
- sous-espèce Tragulus kanchil mergatus Thomas, 1923
- sous-espèce Tragulus kanchil pallidus Miller, 1901
- sous-espèce Tragulus kanchil penangensis Kloss, 1918
- sous-espèce Tragulus kanchil pidonis Chasen, 1940
- sous-espèce Tragulus kanchil pinius Lyon, 1916
- sous-espèce Tragulus kanchil ravulus Miller, 1903
- sous-espèce Tragulus kanchil ravus Miller, 1902
- sous-espèce Tragulus kanchil rubeus Miller, 1903
- sous-espèce Tragulus kanchil russeus Miller, 1903
- sous-espèce Tragulus kanchil russulus Miller, 1903
- sous-espèce Tragulus kanchil siantanicus Chasen & Kloss, 1928
- sous-espèce Tragulus kanchil subrufus Miller, 1903

## Description
Le Petit Chevrotain malais est l'un des plus petits ongulés pesant environ 2 kg pour 45 cm de longueur. Il ne doit pas être confondu avec Tragulus napu (le Grand Chevrotain malais) qui est présent dans les mêmes zones géographiques, mais est de taille et de poids nettement plus grands.

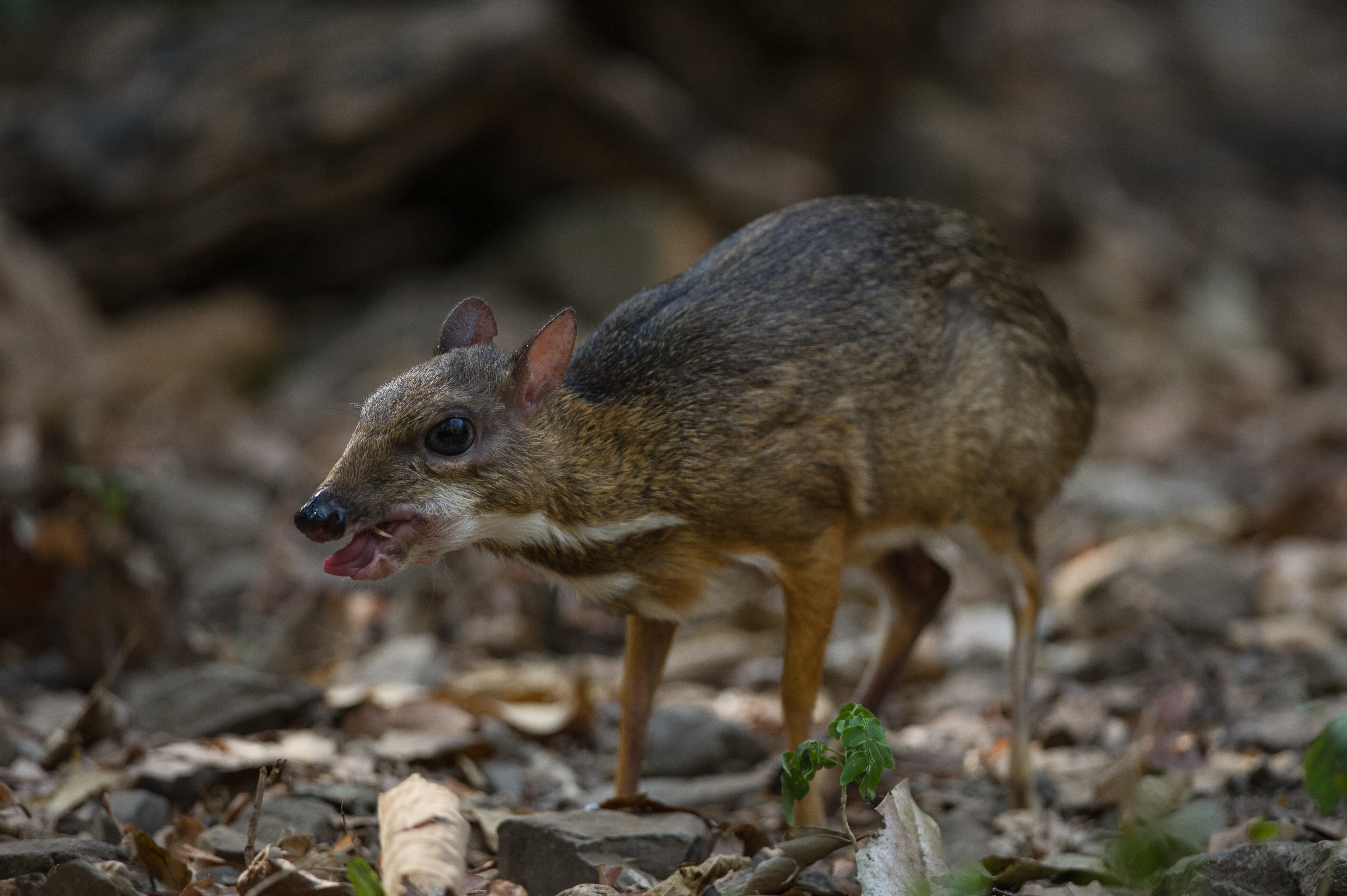
Petit cerf-souris (petit chevrotain malais), parc national de Kaeng Krachan, Thaïlande

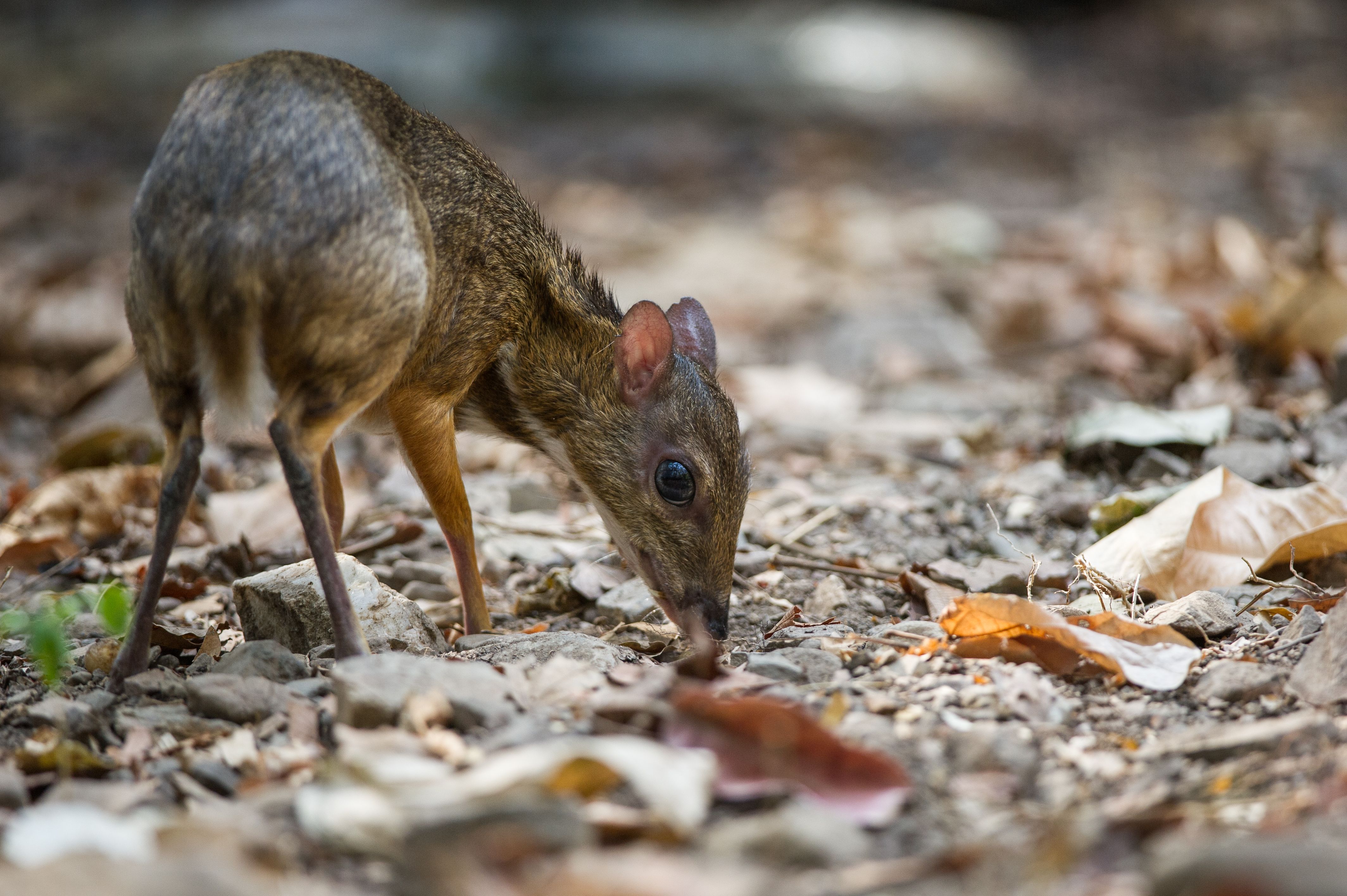
Tragulus Kanchil, parc national de Kaeng Krachan, Thaïlande

De couleur rousse à gris-roux sur le dos, il présente des bandes blanches sur la partie ventrale et possède des pattes graciles.
Le petit cerf souris, à la différences de cervidés, n'a jamais de bois.
Les mâles mais possèdent deux canines supérieures allongées formant des crocs.
C'est un animal solitaire, la plupart du temps nocturne, mais parfois actif le jour, en particulier pendant la saison "froide".

## Comportement

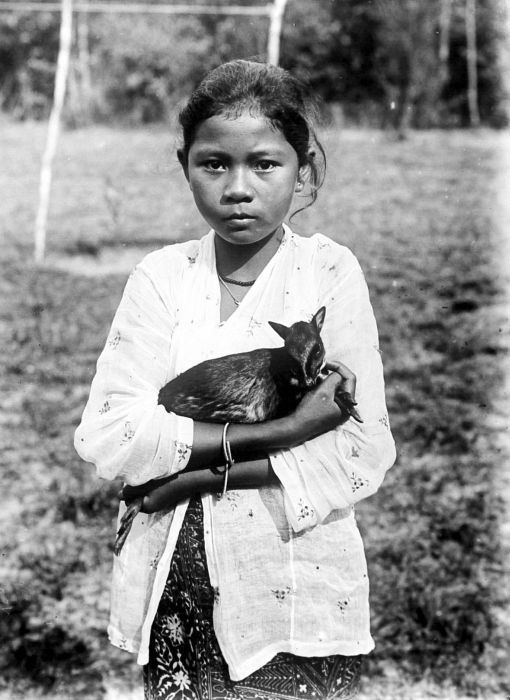
Jeune fille indonésienne avec un kanchil, en 1932.

### Alimentation
Le petit cerf souris kanchil est essentiellement herbivore.

Il se nourrit d'herbes, de fruits, de jeunes pousses et de tiges.

## Écologie et préservation
L'espèce est menacée par la disparition de son milieu naturel ainsi que par les populations de chiens errants.

## Représentations artistiques
Le Chevrotain malais est le héros d'une série de fables folkloriques du monde malais : le cycle de Sang Kancil. Ces fables racontent les aventures de Sang Kancil, un chevrotain malicieux et rusé, qui berne de nombreux animaux plus puissants. Il est comparé par Romain Bertrand et Georges Voisset au Roman de Renart ou aux Fables de La Fontaine,.